# Helga Luning
Helga Luning (11 april 1984) is een Nederlandse langebaanschaatsster die actief was van 2003 tot en met 2007.

## Persoonlijke records
| Afstand    | Tijd    | Datum            | Baan       |
| ---------- | ------- | ---------------- | ---------- |
| 500 meter  | 40,71   | 16 december 2006 | Erfurt     |
| 1000 meter | 1.21,12 | 30 december 2005 | Heerenveen |
| 1500 meter | 2.08,26 | 20 oktober 2006  | Heerenveen |
| 3000 meter | 4.35,00 | 24 juli 2007     | Erfurt     |

## Resultaten
| Jaar | NK Afstanden       | NK Sprint |
| ---- | ------------------ | --------- |
| 2004 | 15e 1000m          |           |
| 2005 | 17e 500m 21e 1000m | 23e       |
| 2006 | 21e 1000m          | 13e       |
| 2007 | 17e 500m 10e 1000m | 12e       |